# Postcards of the Hanging
Albums de Grateful Dead
Dick's Picks Volume 24
(2002) Dick's Picks Volume 25
(2002)
Postcards of the Hanging est un album du Grateful Dead sorti en 2002. Il rassemble des interprétations de chansons de Bob Dylan issues de divers concerts, datant pour l'essentiel des années 1980.

## Titres
Toutes les chansons sont de Bob Dylan.
1. When I Paint My Masterpiece (11 octobre 1989, Meadowlands Arena, East Rutherford) – 6:11
2. She Belongs to Me (15 septembre 1985, Dane County Coliseum, Madison) – 7:20
3. Just Like Tom Thumb's Blues (12 juillet 1989, RFK Stadium, Washington) – 4:29
4. Maggie's Farm (3 octobre 1987, Shoreline Amphitheater, Mountain View) – 6:16
5. Stuck Inside of Mobile with the Memphis Blues Again (16 juillet 1988, The Greek Theater, Berkeley) – 8:07
6. It Takes a Lot to Laugh, It Takes a Train to Cry (10 juin 1973, RFK Stadium, Washington) – 7:35
7. Ballad of a Thin Man (1er avril 1988, Meadowlands Arena, East Rutherford) – 6:40
8. Desolation Row (24 mars 1990, The Knickerbocker Arena, Albany) – 9:55
9. All Along the Watchtower (4 juillet 1989, Rich Stadium, Orchard Park) – 5:44
10. It's All Over Now, Baby Blue (3 décembre 1981, Dane County Coliseum, Madison) – 7:26
11. Man of Peace (9 juin 1987, répétitions à San Rafael avec Bob Dylan) – 5:51

### Titres bonus
1. Queen Jane Approximately (29 décembre 1988, Oakland Coliseum, Oakland) – 2:10
2. Quinn the Eskimo (The Mighty Quinn) (30 décembre 1985, Oakland Coliseum, Oakland) – 4:02

## Musiciens
- Jerry Garcia : guitare principale, chant
- Bob Weir : guitare rythmique, chant
- Phil Lesh : basse, chant
- Brent Mydland : claviers, orgue, chant (tout sauf 6)
- Mickey Hart : batterie
- Bill Kreutzmann : batterie
- Keith Godchaux : piano (6)

### Musiciens supplémentaires
- Dickey Betts : guitare (6)
- Bob Dylan : guitare acoustique, chant (11)
- Butch Trucks : batterie (6)